# Simulium velutinum
Simulium velutinum is een muggensoort uit de familie van de kriebelmuggen (Simuliidae). De wetenschappelijke naam van de soort is voor het eerst geldig gepubliceerd in 1922 door Santos Abreu.